# Carbontech
Carbontech (voluit Carbontech Replicas) is een Australische sportwagenfabrikant.
Nick Tomkinsons bedrijf bouwt Lamborghini Countach-replica's, en op het Autosalon van Melbourne 2002 presenteerde het bedrijf de Redback Spyder, een nieuwe V8-sportwagen. Een jaar later ging de wagen in productie.

## Kort
- Bedrijf: Carbontech Replicas
- Locatie: Lionel Street, Essendon Airport, Victoria, Australië
- Activiteit: minimum één sportwagenmodel, in productie
- Benelux: neen
- Suriname: neen